# Hartmut Fromm
Hartmut Fromm (* 15. Oktober 1950) ist ein ehemaliger deutscher Fußballspieler.

## Karriere
Der aus der Landesliga Westfalen von Rot-Weiß Unna verpflichtete Fromm absolvierte zwischen 1973 und 1977 unter Trainer Heinz Höher insgesamt 116 Spiele, davon 93 Spiele in der 1. Fußball-Bundesliga für den VfL Bochum. Dabei spielte er in dieser Zeit gemeinsam mit heute so bekannten Persönlichkeiten wie Franz-Josef Tenhagen, Michael Lameck und Hermann Gerland.
Sein Debüt in der Bundesliga hatte der Abwehrspieler am 27. Oktober 1973 bei der 0:2-Auswärtsniederlage gegen Borussia Mönchengladbach. Seine beste Bilanz beim VfL weist in der Saison 1975/76 mit 30 Ligaspielen und einem Tor vor. Die einzige Rote Karte seiner Karriere erhielt er auf dem Betzenberg am 5. April 1975 bei der 0:1-Niederlage gegen den 1. FC Kaiserslautern.
Er war Teil des „Abel-Deals“. Im Rahmen eines Tauschgeschäfts ging er in der Hinserie 1977/78 zu Westfalia Herne in die 2. Fußball-Bundesliga und der Torjäger Jochen Abel stürmte ab sofort für den VfL Bochum. Fromm kam noch in den ersten zwei Rundenspielen am 6. und 13. August 1977 für Bochum in der Bundesliga zum Einsatz und absolvierte am 30. Oktober 1977 das erste Zweitligaspiel für Herne. In Herne traf er auf die ehemaligen VfL-Spieler Hans-Jürgen Bradler, Hans-Günter Etterich und Franz-Josef Laufer. Am Rundenende hatte er für die Mannschaft vom Stadion am Schloss Strünkede 19 Spiele bestritten und die Westfalia rangierte auf dem 12. Rang.

## Sonstiges
Fromm war Ausbilder bei der Polizei; er stellte sich der Doppelbelastung von „normalem“ Beruf und Bundesligafußball. Seinen Jahresurlaub bei der Polizei verbrachte er im Trainingslager des VfL.